# 波埃德莱斯卡尔
波埃德莱斯卡尔（法語：Poey-de-Lescar，法語發音：[pɔɛ də lɛskaʁ]，意为“莱斯卡尔的波埃”）是法国大西洋比利牛斯省的一个市镇，位于该省中东部偏北，属于波城区。

## 地理
波埃德莱斯卡尔（43°21'2"N, 0°28'10"W）面积6.74 平方千米，位于法国新阿基坦大区大西洋比利牛斯省，该省份为法国东南部省份，涵盖了贝阿恩与北巴斯克，西临大西洋比斯開灣，北至朗德省，东北接热尔省，东临上比利牛斯省，南与西班牙接壤。
与波埃德莱斯卡尔接壤的市镇（或旧市镇、城区）包括：阿蒂格卢沃、欧斯维耶勒、贝阿恩地区贝里、布加尔贝、莱斯卡尔、锡罗斯、于赞。

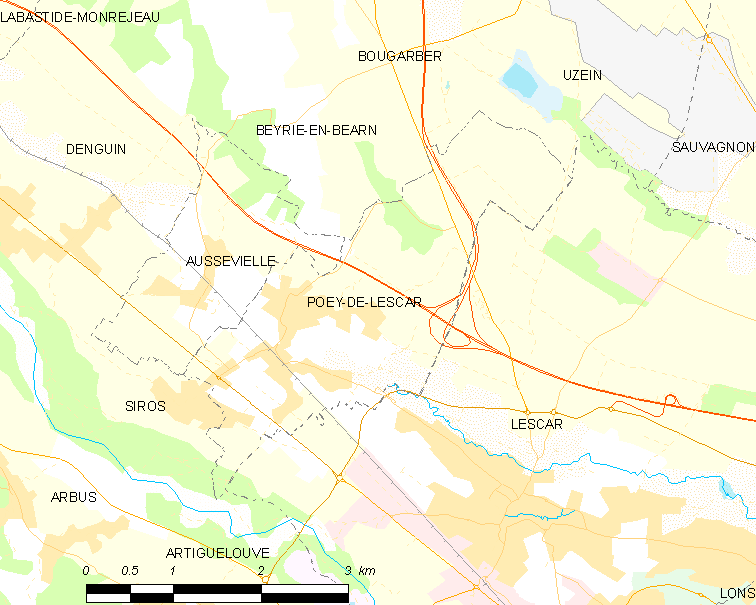
波埃德莱斯卡尔的OSM定位图

波埃德莱斯卡尔的时区为UTC+01:00、UTC+02:00（夏令时）。

## 行政
波埃德莱斯卡尔的邮政编码为64230，INSEE市镇编码为64448。

## 政治
波埃德莱斯卡尔所属的省级选区为莱斯卡尔-激流-蓬隆土地县。

## 人口

1962-2008年间波埃德莱斯卡尔人口变化图示

波埃德莱斯卡尔于2022年1月1日时的人口数量为1860人。